# Николай Василев (икономист)
Вижте пояснителната страница за други личности с името Николай Василев.
Николай Василев Василев е български министър и политик от Националното движение „Симеон Втори“ (НДСВ).
Вицепремиер е от 2001 до 2005 г. в коалиционното правителство на НДСВ и ДПС с участие на представители на БСП, в което също така е министър на икономиката (2001 – 2003) и министър на транспорта и съобщенията (2003 – 2005). След това участва в правителството на Сергей Станишев, управляващо с мандата на ДПС, известно като Тройната коалиция (БСП, НДСВ и ДПС), в което е министър на държавната администрация и административната реформа (2005 – 2009).

## Биография
Роден е във Варна на 28 ноември 1969 г.
През 1994 г. завършва икономика в Университета за икономически науки в Будапеща, през 1995 г. получава бакалавърска степен и по бизнес администрация, финанси и икономика в Щатския университет на Ню Йорк, а през 1997 – магистърска степен по международна икономика и финанси в Университета „Брендайс“ (Уолтъм, САЩ).
От 1999 г. Николай Василев е сертифициран финансов аналитик (CFA) и е първият българин с тази степен. Член на Управителния съвет на Българската CFA асоциация. Владее английски, унгарски и руски език.
От 1996 до 2001 г. работи като инвестиционен банкер. Работил е за три мултинационални компании: бил е старши вицепрезидент в Lazard Capital Markets – Лондон, асоцииран директор на UBS (бившата SBC Warburg Dillon Read) в офисите на компанията в Токио, Ню Йорк и Лондон, данъчен консултант в Coopers & Lybrand – Будапеща.
Николай Василев е бил член на две правителства на Република България, като последователно заема позиците на заместник министър-председател и министър на икономиката (2001 – 2003 г.), зам. министър-председател и министър на транспорта и съобщенията (2003 – 2005 г.) и министър на държавната администрация и административната реформа (2005 – 2009 г.). На неговия екип като министър на икономиката дължим облекчаването или премахването на 162 регуларторни режима. В този период работи също така за развитието на капиталовите пазари и привличането на чужди инвестиции в страната. Като министър на транспорта и съобщенията той се ангажира с обновяването на влаковете и модернизацията на БДЖ. Той договаря 50 нови мотриси Сименс. Компютризира всички училища и университети в страната.
Като министър на държавната администрация Николай Василев работи за въвеждането на обслужването на едно гише в администрациите. По негово време са приети промените в Наредбата за административното обслужване, които регламентират непрекъснатост на работния процес (т.е. без обедни и технологични почивки) на гишетата за обслужване на граждани и фирми. Като министър на администрацията той се преборва за намаляването на числеността на администрацията с около 17 000 щатни бройки.
От август 2009 г. Николай Василев е управляващ партньор в Експат Капитал, която със своето лицензирано управляващо дружество Експат Асет Мениджмънт е една от най-големите компании за управление на активи в България.[източник? (Поискан днес)]
На 12 юли 2021 г. водещата на изборите от предишния ден партия „Има такъв народ“ обявява, че ще предложи кабинет, воден от Николай Василев, но няколко дни по-късно се отказва от предложението, заради критични реакции.

## Семейство
Николай Василев е женен за Силвия Антонова Василева. Имат 2 дъщери.

## Публикации
- Енергия. Издателство „Сиела“, 2009.
- Меню за реформатори. Издателство „Сиела“, 2014.
- Кариера или не? 10 фактора за успешен старт в кариерата. Издателство „Сиела“, 2018.